# المدرسة الفردوسية
المدرسة الفردوسية في مدينة حلب ب سوريا عمرها الأيوبيون. تعد من أفضل النماذج المعمارية المتسمة بالوقار شمال بلاد الشام ، وهي مبنية من الحجر الرمادي الشائع في المنطقة، وأهم خصائصها المعمارية إيوان كبير مكشوف بالواجهة الشمالية يحمل طابعا فارسيا قديما.

## وصف المدرسة
تذكر موسوعة الحضارة من موقع إسلام أون لاين أن في المدرسة : «أعمدة رخامية يغلب على الظن أنها مأخوذة من آثار يونانية ورومانية استغلت في البناء، وقد صممت لها تيجان ذات مقرنصات، ونسقت هذه الأعمدة في باتكات تحيط بالصحن من كافة الجهات باستثناء جانب الإيوان، وهناك محراب من الرخام المجزع المتعدد الألوان تحيط به كرانيش كلاسيكية، وعمودان أوربيان عربا بتيجان ذات مقرنصات مفلطحة، وتعلو المحراب زخارف غليظة ذات خطوط متشابكة يختلف مقياسها وتنظيمها من حيث سمكها اختلافًا تامًا عن جزء المحراب الأسفل، وفى قمة العقد زخرفة بمقياس ثالث يخلق التنافر بين الأجزاء الثلاثة، وتوحى ضخامة العنصر الأوسط فضلاً عن ثقل هذا الجزء بحركة هابطة. كذلك يسترعنا تزايد مقاييس الوحدات الأفقية والخطوط والزخارف كلما ارتفعنا مما يتنافى مع الأصول المعمارية السليمة».